# Isochaetes beutenmuelleri
Az Isochaetes beutenmuelleri a rovarok (Insecta) osztályának a lepkék (Lepidoptera) rendjébe, ezen belül a csigalepkefélék (Limacodidae) családjába tartozó faj.

## Előfordulása
Az Isochaetes beutenmuelleri Észak-Amerika egyik lepkefaja. Az előfordulási területe a keleti parton New York államtól egészen Floridáig tart. További állományai találhatók nyugatra, egészen Colorado államig és Texasig.

## Megjelenése
E csigalepkefaj szárnyfesztávolsága 19–24 milliméter. Az elülső szárnyai sárgásak, halvány narancssárgás-barna mintázattal. Szárnyának közepén kerek, barna folt látható. A nőstény nagyobb a hímnél, nála a barna folt vastagabb és inkább feketébb. A báb majdnem átlátszó és számos mérget tartalmazó, tüskés szőr borítja; ezek érintése bőrgyulladást okoznak.

## Szaporodása
Az imágó júniustól augusztusig repül. A hernyó az amerikai mocsártölgy (Quercus palustris) leveleivel táplálkozik.

## Fordítás
- Ez a szócikk részben vagy egészben  az   Isochaetes beutenmuelleri című angol Wikipédia-szócikk ezen változatának fordításán alapul.  Az eredeti cikk szerkesztőit annak laptörténete sorolja fel. Ez a jelzés csupán a megfogalmazás eredetét és a szerzői jogokat jelzi, nem szolgál a cikkben szereplő információk forrásmegjelöléseként.